# Бакијес Бота
Бакијес Бота (енгл. Bakkies Botha; 22. септембар 1979) професионални је јужноафрички рагбиста, који тренутно игра за Тулон. У најјачој лиги на свету, одиграо је тачно 100 мечева за Булсе и постигао 11 есеја. Са Булсима је у 3 наврата освајао супер рагби (2007, 2009, 2010). Лета 2011. прешао је у француски Тулон. Помогао је Тулону да дође до титуле првака Француске (2014) и 3 титуле првака Европе (2013, 2014, 2015). Прошао је млађе селекције репрезентације ЈАР, а за сениорску је дебитовао у тест мечу против Француске у Марсеју 9. септембра 2002. Са "спрингбоксима" је освојио 2007. титулу првака Света и 2 титуле првака јужне хемисфере (2004, 2009). Један је од најбољих играча друге линије у 21. веку. Препознатљив је по својој агресивности на терену и честим контроверзним потезима, на ивици дозвољеног, због којих је добијао суспензије.